# Harry Lintsen

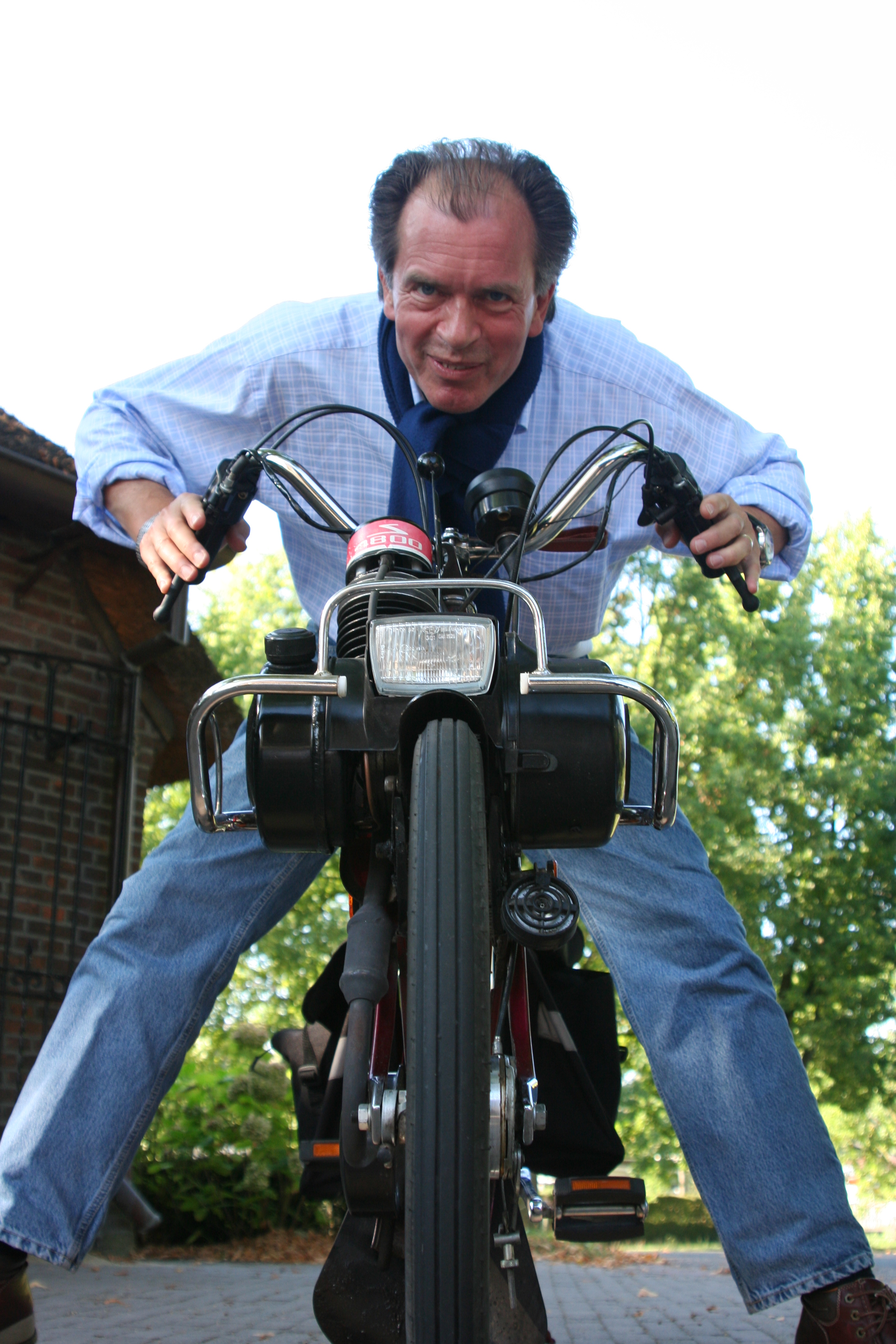
Harry Lintsen

Hendricus Wilhelmus 'Harry' Lintsen (Heerlen, 17 juli 1949 - Eindhoven, 12 augustus 2025) was hoogleraar techniekgeschiedenis op de Technische Universiteit Eindhoven (TU/e). Lintsen heeft zich ingezet voor de ontwikkeling en institutionalisering van techniekgeschiedenis in Nederland. Een eerste hoogtepunt hierbij was het op zijn instigatie opzetten van de Stichting Historie der Techniek door het Koninklijk Instituut van Ingenieurs (KIvI) in 1988. Dit was de belangrijkste organisatie in Nederland voor nationale en internationale onderzoeksprogramma's op het gebied van techniekgeschiedenis. Na circa 2000 verschoof Lintsen zijn belangstelling en werkveld naar meer breder techniek en maatschappij gerelateerde onderwerpen als de brede welvaart. 

## Levensloop
Lintsen studeerde natuurkunde aan de TU/e. In 1972 studeerde hij af met een specialisatie in Fysische Technologie. Tegelijkertijd was Lintsen onderzoeksassistent bij Prof. Bert Broer. Hij bleef in Eindhoven werken na zijn afstuderen, als universitair docent aan de Faculteit Algemene Wetenschappen.
Van 1974 tot 1978 werkte Lintsen aan een proefschrift over de opkomst en ontwikkeling van het ingenieursberoep in Nederland in de 19e eeuw. In 1980 verscheen het boek als Ingenieurs in Nederland in de 19e eeuw: Een streven naar erkenning en macht. Promotoren waren Bert Broer, B.C. van Houten en A.L. Mok.
In 1986 werd Lintsen Wetenschappelijk Directeur van de Stichting Historie der Techniek, gevestigd aan de TU/e. Hij verdeelde zijn tijd als hoogleraar tussen Eindhoven en de Technische Universiteit Delft in 1990. Gedurende het academisch jaar 1994-1995 was Lintsen visiting professor aan de University of Pennsylvania, Philadelphia in de Verenigde Staten.
Als projectleider en inspirator gaf Lintsen onder andere vorm aan het omvangrijke onderzoeksproject Techniek in Nederland dat diverse nationale historici samenbracht, vele proefschriften opleverde en bijdroeg aan studies van de geschiedenis van grote Nederlandse bedrijven. Resultaten van het onderzoek werden gebundeld in het gelijknamige dertiendelige standaardwerk dat tussen 1992 en 2003 verscheen. In zijn onderzoek en onderwijs reflecteerde Lintsen steevast kritisch op de rol van technologie en de grote verantwoordelijkheid die ingenieurs hebben in de vormgeving hiervan. Dit werd steeds nadrukkelijker zijn onderzoeksfocus, ook van het onderzoek dat hij na zijn emeritaat in 2010 ontwikkelde. De relaties tussen technologische ontwikkeling en brede welvaart en duurzaamheid, en de toekomst, kwamen steeds centraler te staan in zijn werk, zoals in het uitgebreid gedocumenteerde “De kwetsbare welvaart van Nederland” uit 2018.
Lintsen heeft vele nevenfuncties bekleed aan de TU/e. Zo was hij rond 1990 een aantal jaren lid van de redactieraad van het Informatie- en opinieblad van de Technische Universiteit Eindhoven Cursor. Verder was hij onder meer vicedecaan van de faculteit Industrial Engineering & Innovation Sciences. Hij was als redacteur en medeauteur betrokken bij twee jubileumuitgaven van de TU/e, het Gedenkboek Technische Universiteit Eindhoven 1956-1991 en Gedreven door nieuwsgierigheid: een selectie uit 50 jaar TU/e-onderzoek. Daarnaast was hij actief betrokken bij regionaalhistorisch onderzoek. Een eerste proeve was zijn lidmaatschap van de Commissie Vestiging Industriemuseum die in 1983 onder zijn redactie het rapport Een nationaal museum voor industrie en techniek uitbracht. De publieke presentatie van technisch erfgoed bleef zijn interesse houden. Hij publiceerde samen met Peter Nijhof in 1990 Industrieel erfgoed en de kunst van het vernietigen: Adviesnota uitgebracht door de commissie Industrieel Erfgoed in opdracht van de Minister van Welzijn, Volksgezondheid en Cultuur. In 2009 verscheen onder zijn redactie De Canon van Eindhoven.
Ook buiten Eindhoven is hij actief geweest, bijvoorbeeld als lid van het comité van de Heineken History Award, lid van Bètacanon-commissie, en lid van de Executive Council of the Society for the History of Technology (SHOT). Ook was Lintsen sinds 1999 lid van de Koninklijke Nederlandse Akademie van Wetenschappen (KNAW).
In 2003 werd Lintsen benoemd tot Officier in de Orde van Oranje-Nassau. Bij zijn afscheid begin 2010 werd hij benoemd tot erelid van het KIVI NIRIA en kreeg hij de erepenning van de TU/e. In 2012 werd Lintsen leider van een onderzoeksproject naar de geschiedenis van duurzaamheid in Nederland. Sinds 2021 was Lintsen betrokken bij het project ‘De Diepe Transitie van Nederland’, een gezamenlijk project van de universiteiten van Eindhoven, Utrecht en Wageningen.

## Publicaties
Lintsen publiceerde een groot aantal artikelen en was betrokken bij vele uitgaven, al dan niet als schrijver en/of redacteur, met name over de geschiedenis van de techniek. Boeken van zijn hand of onder zijn redactie, een selectie:
- 1980. Ingenieurs in Nederland in de negentiende eeuw : een streven naar erkenning en macht
- 1985. Ingenieur van beroep. Historie, praktijk, macht en opvattingen van ingenieurs in Nederland. Den Haag: Ingenieurspers
- 1992-1995. Geschiedenis van de Techniek in Nederland. De wording van een moderne samenleving 1800-1890. Met anderen (Red). Zutphen: Walburg Pers, zes delen.
- 1998. Twee Eeuwen Rijkswaterstaat, 1798-1998. (red.) Zaltbommel.
- 1998-2003.Techniek in Nederland in de twintigste eeuw. Met J.W. Schot, A. Rip en A.A. Albert de la Bruhèze (red.)  Zutphen: Walburg Pers, zeven delen.
- 2000. Research tussen vetkool en zoetstof : zestig jaar DSM Research 1940-2000. Met anderen (Red.) ISBN 9789057301445

- 2005. Made in Holland: Een techniekgeschiedenis van Nederland 1800-2000. Zutphen: Walburg Pers. ISBN 9789057303494
- 2006. Gedreven door nieuwsgierigheid: een selectie uit 50 jaar TU/e-onderzoek. Met J.L. Schippers ea. Eindhoven: Stichting Historie der Techniek i.s.m. TU/e.
- 2007. Techniek in actie : een geschiedenis van TNO Industrie en Techniek. Eindhoven: TNO Industrie en Techniek met Stichting Historie der Techniek.
- 2009. De Canon van Eindhoven Met anderen (Red.) ISBN 9086801277
- 2013. Tachtig jaar TNO. Samen met anderen. Delft: TNO i.s.m. Stichting Historie der Techniek
- 2017. De kunststofrevolutie: honderd jaar kunststoffen in Nederland. Stichting Historie der Techniek. Met anderen. Eindhoven: Stichting Historie der Techniek. Ook verschenen als The plastics revolution: how the Netherlands became a global player in plastics
- 2018. De kwetsbare welvaart van Nederland 1850-2050. Naar een circulaire economie. Met F. Veraart, J-P Smits en J. Grin. Amsterdam: Prometheus. ISBN 9789044636444 Ook verschenen als Well-being, sustainability and social development. The Netherlands 1850-2050. Heidelberg:Springer.

Artikelen, een selectie:.
- H.W. Lintsen (2002). "Two Centuries of Central Water Management in the Netherlands". Technology and Culture 43(3), 549-568.
- J.W. Schot, Bruheze, A.A. de la, Lintsen, H.W., Rip, A. (2005). De betwiste modernisering van Nederland. Een introductie op de serie 'Techniek in Nederland in de Twintigste Eeuw'. Bijdragen en mededelingen betreffende de geschiedenis der Nederlanden, 120(1), 48-50.
- H. Lintsen, ''Op zoek naar het industriële verleden van België en Nederland'', Histechnicon 17 (1991) 4, 3-9
- Harry Lintsen (1982). "Hellevoetsluis en het industrialisatievraagstuk van Nederland". Industriële Archeologie 3 (1983) 9, 169-181